# Ploiaphesia

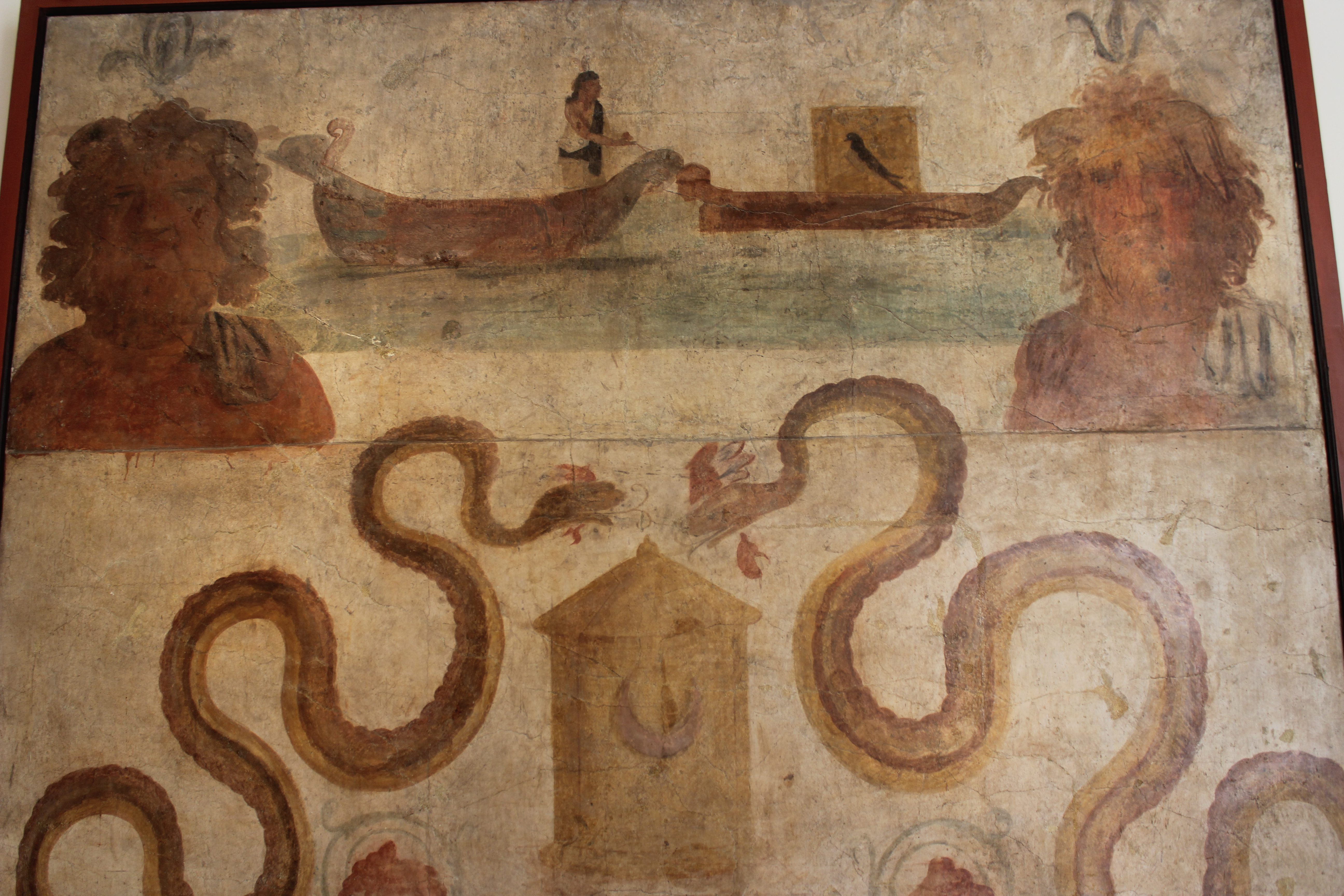
Navigium Isidis oder Rückführung des Osiris; Wandmalerei aus dem Isistempel in Pompeji; Archäologisches Nationalmuseum Neapel (Inv. 8929)

Die Ploiaphesia (altgriechisch πλοιαφέσια „Ausfahrt des Schiffes“, auf Lateinisch navigium Isidis „Ausfahrt der Isis“) waren ein der Isis gewidmetes Kultfest hellenistisch-römischer Zeit, das zu Beginn der Schifffahrtssaison im Frühling begangen wurde.

## Name und Festdatum
Der Name Ploiaphesia begegnet zuerst in einer Inschrift des 1. Jahrhunderts aus Byzantion, dann in den Metamorphosen des Apuleius im 2. Jahrhundert, schließlich bei dem im 6. Jahrhundert schreibenden Johannes Lydos. Johannes Lydos setzt das Festdatum auf den 5. März, und unter diesem Tag führen die wohl aus julisch-claudischer Zeit stammenden Menelogia rustica das Fest navigium, das im Kalender des Filocalus aus dem 4. Jahrhundert Isidis navigium genannt wird. Doch war es unter diesem Namen bereits Laktanz bekannt.
Apuleius überliefert eine ausführliche Beschreibung dieses Festes der Isis,  die bereits bei den Griechen Schutzgöttin der Schifffahrt war, wie aus ihren Epitheta Euploia („die gute Seefahrt verleiht“), Pharia (nach ihrem Heiligtum auf der Leuchtturminsel Pharos) und Pelagia („vom Meer“) hervorgeht. Laut Apuleius wurde das Fest am ersten Vollmondtag gefeiert, wenn die Sonne im Sternzeichen Widder stand, war also wie das Osterfest, mit dem es fast auf den gleichen Tag fällt, den Schwankungen eines Lunisolarkalenders unterworfen.

## Prozession
Der Schauplatz bei Apuleius ist das Isisheiligtum von Kenchreai, einem der Häfen Korinths, was bereits von der Verbreitung des Kultfestes zeugt. Das teilnehmende Volk war fröhlich gestimmt und phantasievoll maskiert, selbst Tiere wurden verkleidet. Nachdem der Zug Aufstellung genommen hatte, zog die Prozession vom Heiligtum der Isis zum Hafen. Angeführt wurde sie von Frauen in weißen Gewändern, die Blüten auf den Weg streuten und wohlriechende Flüssigkeiten ausgossen. Männer und Frauen trugen Fackeln und Lichter zu Ehren der Göttin, der Mutter der Gestirne. Ein Chor sang Lieder, Musiker begleiteten den Zug mit ihren Blasinstrumenten. Nachdem Herolde aufgefordert hatten, Platz zu schaffen, folgten die in den Kult Eingeweihten, denen sich die Priester anschlossen. Die Priester trugen die Symbole der Göttin: eine hellleuchtende Lampe, Hilfsaltäre, einen Palmzweig und weiteres. Am Hafen angekommen, wurden Geschenke und Opfergaben niedergelegt. Ein für diesen Anlass gebautes Schiff wurde kultisch gereinigt, dann mit den Opfergaben beladen. In das Segel des Schiffes, das einen hohen Mast trug, waren Segnungen für die Seefahrt des neuen Jahres gewebt. Schließlich wurden die Ankertaue gelöst, und das Schiff trieb unter einer Brise auf das Meer hinaus, bis es den Blicken entschwand. Anschließend kehrte die Prozession zurück und ein Grammateus genannter Priester rief die Pastophoren zusammen. Dann sprach er aus besonderen Schriften die Vota über Kaiser, Senat und Equites sowie das römische Volk, schließlich über alle Seeleute und Schiffe unter römischer Herrschaft aus.

## Verbreitung
Zum Kultpersonal der Isis, das sich im Zusammenhang mit den Ploiaphesia fassen lässt, gehörten ab spätrepublikanisch-hellenistischer Zeit inschriftlich überlieferte Nauarchen (ναύαρχοι), Trierarchen (τριήραρχοι), Hieronauten (ἱεροναῦται) und Naubatai (ναυβάται). Nauarch und Trierarch konnotieren Begriffe aus dem militärischen Schifffahrtswesen. Wer ein Schiff der Isis ausstattete, war „Herr des Schiffes“ und trat als Offiziant des Festes auf. Inschriften von Inhabern dieser Titel sind aus verschiedenen Teilen des Römischen Reiches bekannt. 
Die ältesten Inschriften mit Nennung der auf den Isiskult bezogenen Nauarchen stammen aus dem 1. Jahrhundert v. Chr. und wurden im böotischen Eretria gefunden. Eine dieser Inschriften nennt eine Frau in dieser Funktion. Weitere derartige Inschriften wurden in den kleinasiatischen Städten Byzantion, Nikomedia, und Sinope, auf der Kykladeninsel Tenos, aber auch im kampanischen Misenum und in Rom gefunden. Hieronautai lassen sich für das 3. Jahrhundert in Tomoi nachweisen, Trierarchen sind aus Elaia in Mysien und Kios bekannt. In einer Inschrift aus Ephesos werden Naubatai erwähnt. Für viele Träger dieser Titel kann man wahrscheinlich machen, dass sie zumindest im griechischen Osten in Kultvereinen organisiert waren. Einige der inschriftlich geehrten haben die mit dem Kult verbundenen Leiturgien mehrfach finanziert, in anderen Fällen hatten sie die damit verbundenen Pflichten wohl nur einmalig getragen.

## Einbindung und Nachleben
Das Fest der Ploiaphesien wurde in hellenistischer Zeit eingeführt, als die Schifffahrt zunehmende Bedeutung für Ägypten erhielt. Als navigium Isidis wurde es bis in die Spätantike gefeiert, und Isis in ihrem heiligen Schiff war lange Zeit ein Motiv der römischen Münzprägung. Andreas Alföldi brachte das Fest mit den jährlichen vota publica für das Wohl des Kaisers in Zusammenhang, da Isis auf einem Schiff mit der Beischrift vota publica sich auf Münzen des 4. Jahrhunderts finden. Diese Veranstaltungen waren sehr beliebt, da sie mit freizügigen Spenden an Geld und Lebensmitteln seitens der Kaiser verbunden waren. Doch konnte sich Alföldi mit dieser Sicht nicht durchsetzen.
In Rom lebte der Isiskult bis zum Ende des 4. Jahrhunderts, eine letzte Anspielung auf den Kult in der Stadt liefert das carmen contra paganos, ein anonymes Gedicht. Weil es auf den Konsul des Jahres 394, Virius Nicomachus Flavianus, bezogen wurde, ist  es auch als carmen adversus Flavianum bekannt. In den Versen 98–99 tritt Isis unter ihrer Epiklese Pharia auf, an deren öffentlichem Fest der Adressat teilgenommen hat. Ob damit ein Bezug zum navigium Isidis herzustellen ist, bleibt unklar. Gleiches gilt für die Mitteilung des Rutilius Namatianus in seinem Gedicht De reditu suo, dass die „fröhlichen Landleute“ von Portus Falesia im Jahr 416 die Wiedererweckung des Osiris feierten. Dass die Ploiaphesia noch im 6. Jahrhundert im Bewusstsein wenigstens der Griechisch sprechenden Bevölkerung des Reiches waren, belegt das Zeugnis des Johannes Lydos. Ein Weiterleben des Festes im Karneval, wie es seit dem 19. Jahrhundert immer wieder vermutet wurde, wird heute ausgeschlossen.